# Vía Alterna
La Avenida Argimiro Gabaldón o conocida como Vía Alterna es una arteria vial ubicada en el eje metropolitano de la Gran Barcelona, Estado Anzoátegui, Venezuela. Sirve de desahogo a la Avenida Intercomunal y tal como lo indica su apodo, es una vía alterna y exprés que conecta de manera más rápida a Barcelona con Puerto La Cruz. Originalmente era una pequeña vía que conectaba la Redoma de los Pájaros con el cruce de los Bomberos de Barcelona, donde se desviaba el tránsito hacia la Avenida Intercomunal, uniéndose en la misma el tránsito local y nacional. Por lo que a finales de los 80's se inician las obras de la Avenida, que fue inaugurada en 1996. 
Es la segunda avenida más importante de la Zona Norte de Anzoátegui, ya que se calcula que 60.000 vehículos transitan cada día por ella. Al poco tiempo de iniciarse las obras, en los terrenos aledaños se fundaron comunidades improvisadas o fueras del ordenamiento urbano, eso trajo consigo que mucha gente fallecía tratando de cruzar la recién inaugurada avenida. Posteriormente se construyeron pasarelas en los principales sectores, pero aún no se han detenido los accidentes y atropellos, pues los barrios siguieron en expansión. En sus adyacencias se halla El Cuartel de Bomberos de Barcelona, La antigua Maestranza (Actuales Obras del Futuro Terminal Metropolitano), La Redoma La Candelaria, El Hospital Luis Razetti, La UDO Anzoátegui, El Campo de Golf de Puerto La Cruz y el Polideportivo Luis Ramos.
Además, es la vía de tránsito de las líneas 2 y 3 del Sistema de Transporte Masivo TransAnzoátegui. Su amplia calzada le otorgó un carril exclusivo al Sistema de Transporte. Las paradas no están identificadas, por lo que los lugareños las conocen por sitios de referencia (Ejemplo: Diorca).

## Distribuidores
- Los Pájaros (Salida Centro de Barcelona)
- Noel Rodríguez (Conocido como Elevado de Los Bomberos, salida Zona Industrial Los Montones y Avenida Intercomunal)
- La Candelaria (Redoma de Diorca, salida Barrio Sucre y Tronconales)
- Pele El Ojo (Retorno Los Montones, Naricual, Antigua Carretera Puerto La Cruz-Km 52)
- El Samán (Salida Hospital Universitario, San Diego y El Rincón)
- Luis Calma Salazar (Universidad de Oriente)

De igual manera se ha planteado construir distribuidores en el Cruce de Cortijos de Oriente y en el semáforo de Pozuelos.

## Sitios de Importancia

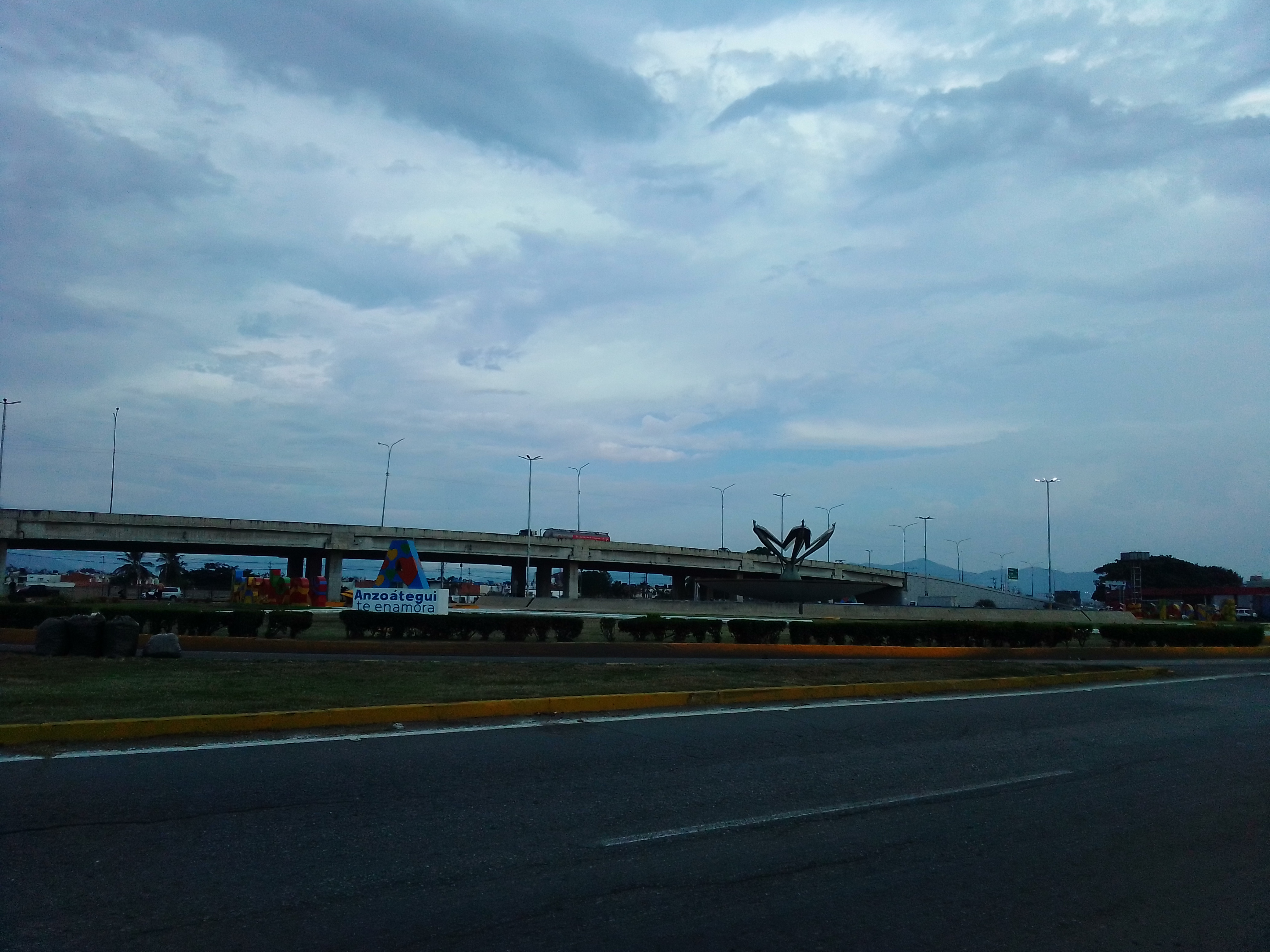
Redoma Los Pájaros en la Vía Alterna

- Redoma Los Pájaros en la Vía AlternaPuente La Victoria (Antes Puente La Volca)
- Wendy's (Demolido)
- Shell Caribe (Popular Restaurante)
- Cuartel de Bomberos
- Monumento a La Virgen de La Candelaria
- Hospital Universitario Dr. Luis Razetti
- Centro Comercial Lomas del Mar
- Universidad de Oriente Campus Anzoátegui
- Ruinas de la Vía Férrea (Puente Amarillo)
- Supermercado Makro Puerto La Cruz
- Puerto La Cruz Golf Club